# Lego Modular Houses

Lego sety 10185, 10197 a 10211 dohromady tvořící jeden celek - ulici.

Modular Buildings, česky modulární budovy, je jeden z produktů společnosti LEGO Group, který se začaly prodávat v roce 2007. Vytvořené na popud komunity dospělých fanoušků lega (AFOL) jsou sety primárně určeny pro zkušené stavitele, jelikož sety obvykle obsahují více než 2000 kostiček a jsou použity neobvyklé stavební techniky. Na rozdíl od většiny stavebnic Lego, tato série je označena jako 16+ nebo 18+, je tedy Lego designéry a fanoušky označována jako "Lego pro dospělé". Obvyklá šířka jednoho domu je 256 mm. 

## Sety
Série obsahuje následující modely.

### Café Corner
Café Corner (číslo setu 10182) byl první set ze série Modular Buildings. Byl vydán v roce 2007. Set obsahuje 2056 dílků a 3 minifigurky. Z vnějšku představuje rohový hotel s kavárnou. Neobsahuje žádné interiéry.

### Market Street
Market Street (číslo setu 10190) byl druhý set ze série Modular Buildings. Byl vydán jako následující po Café Corner v roce 2007. Set obsahuje 1248 dílků a 3 minifigurky. Jako jediný ze série je určen pro starší deseti let. Byl vydán v rámci programu Factory, což byla řada setů, které byly vytvořeny fanoušky Lega. Autorem návrhu byl holandský fanoušek Lega Eric Brok.

### Green Grocer
Green Grocer (číslo setu 10185) byl třetí set ze série Modular Buildings. Byl vydán v roce 2008. Set obsahuje 2352 dílků a 4 minifigurky. Je prvním setem serie, který obsahoval propracované interiéry. V přízemí má obchod. V prvním poschodí a v podkroví obytné místnosti.

### Fire Brigade
Fire Brigade (číslo setu 10197) je čtvrtý set ze série Modular Buildings. Byl vydán v roce 2009. Set obsahuje 2231 součástek. Model je kopií americké hasičské stanice ze 40. let minulého století. Součástí setu je dobové hasičské auto a čtyři minifigurky. 

### Grand Emporium
Grand Emporium (číslo setu 10211), vydaný v květnu 2010, je pátý set ze série Modular Buildings. Set obsahuje 2182 dílků a 7 minifigurek. Model představuje realistický obchodní dům ze začátku 20. století, set obsahuje realistický interier, křišťálový lustr či eskalátor. Set je stejně jako Café Corner proveden jako rohový.

### Pet Shop
Pet Shop (číslo setu 10218), vydaný v červnu 2011, je šestý set ze série Modular Buildings. Set obsahuje 2032 díklů. Jedná se o první set v sérii který se skládá ze dvou samostatných budov v jednom setu (městský dům a samotný zverimex). Set obsahuje čtyři minifigurky, součástky zvířat a mnoho příslušenství.

### Town Hall
Town Hall (číslo setu 10224), byl vydán v květnu 2012 a je sedmý set ze série Modular Buildings. Set obsahuje 2766 dílků (doposud nejvíce z celé série) a 8 minifigurek. Jedná se o radnici se spoustou doplňků jako je fungující výtah, atrium či věž s hodinami.

### Palace Cinema
Palace Cinema (číslo setu 10232), byl vydán v březnu 2013 a je osmý set ze série Modular Buildings. Set obsahuje 2194 dílků a 6 minifigurek. Je to stavebnice rohové budovy kina volně inspirované Grauman's Chinese Theatre.

### Parisian Restaurant
Parisian Restaurant (číslo setu 10243), byl vydán v roce 2014 a je devátým setem ze série. Set obsahuje 2469 dílků a 5 minifigurek. Je to stavebnice pařížské restaurace s předzahrádkou a terasou přístupnou po venkovním schodišti. V interiérech je v přízemí restaurace, v prvním poschodí místnost s krbem a kuchyňskou linkou, v podkroví je malířský ateliér.

### Detective's Office
Detective's Office (číslo setu 10246), byl vydán v roce 2015. Set obsahuje 2262 dílků a 6 minifigurek. Po setu Pet Shop je druhým, který se skládá ze dvou, v tomto případě neoddělitelných, budov. Detektivní kanceláře a kadeřnictví.

### Brick Bank
Jedenáctým setem v sérii je Brick Bank (číslo setu: 10251), byl vydán v roce 2016. Set obsahuje 2382 dílků a 5 minifigurek. Po Café Corner, Grand Emporium a Palace Cinema je čtvrtým rohovým domem. V hlavním průčelí je banka a na boku prádelna. Obsahuje několik vtipných věcí jako například pračku špinavých peněz, kdy bankovka vhozená do pračky spadne rovnou do bankovního trezoru.

### Assembly Square
K desátému výročí zahájení výroby modulárních domů byl pro rok 2017 připraven prémiový set Assembly Square (číslo setu: 10255). Set obsahuje 4002 dílků a 8 minifigurek. Skládá se ze třech budov a celý je o 1/3 širší (384 mm) než všechny předchozí sety. Obsahuje kavárnu, květinářství a pekařství.

### Downtown Diner
Restaurace v centru města (číslo setu: 10260) je 11 modulární dům ze série LEGO Creator Expert. V přízemí je restaurace, v prvním patře je posilovna. Ikonickým nápisem je růžový nápis Diner.

### Corner Garage
Rohová garáž (číslo setu: 10264) má tři patra. V přízemí je samotná garáž. V prvním patře je veterinář (ovšem nepřijímá hady LOL). Ve druhém patře je byt.

### Bookshop
Tento set (číslo setu: 10270) se skládá ze dvou domů (16x32). Prvním domem je knihovna Birch Books s bytem majitelky, druhým domem je byt muže.

### Police Station
Set (číslo setu: 10278) se skládá ze tří domů. Donutový obchod, policie a vězení. Obchod s donuty a malý byt je fialový, policejní stanice žlutá a vězení zelené.

### Boutique Hotel
Modulární dům k 15 výročí série. (číslo setu: 10297) Hotel má tři patra. V prvním patře je recepce, v druhém 2 byty a ve třetím je jeden velký luxusní apartmán. Vedle domu je ještě galerie s uměním El Cubo.

### Jazz Club
Jazzový klub (číslo setu: 10312) se skládá ze dvou budov. První červená je samotný jazzový klub s bytem ve třetím patře. Druhá žlutá je pizzerie. Mezi domy je průchod vnitřkem. Uvedeno do prodeje k 1. 1. 2023.

### Natural History Museum
Přírodovědné muzeum (číslo setu: 10326) jedna budova. Set obsahuje 4014 dílků a 7 minifigurek.

### Tudor Corner
Dům na rohu v tudorovském stylu (číslo setu: 10350) jedna budova. Set obsahuje 3266 dílků a 8 minifigurek.